# 第4號交響曲 (孟德爾遜)
A大调第四交响曲，作品90（目錄號N 16），别称“意大利”， 是德国作曲家费利克斯·门德尔松创作的管弦交响曲。

## 历史
这部作品的起源与作曲家的“苏格兰”第三交响曲和“赫布里底”序曲一样，起源于 1829 年至 1831 年门德尔松的欧洲之旅。它的灵感是意大利的色彩和氛围。门德尔松创作了不完整的草稿。以下是他写给父亲的一封信的片段：
这是意大利！现在开始了我一直认为的……生活中的至高无上的快乐。我很喜欢它。今天是如此丰富，以至于现在，晚上，我必须让自己稍微冷静一下。所以我写信给你们，感谢亲爱的父母，你们给了我这一切幸福。 
二月，他从罗马写信给他的姊姊范妮，
“意大利”交响乐创作过程非常流畅。这将是我做过的最美好的乐章，尤其是最后一个乐章。我现在还不确定慢乐章要写什么，我想我会写那不勒斯。

## 分析
此曲為四樂章體：
1. 甚快板
2. 稍快的行板
3. 適中且動感的
4. 薩塔瑞舞。急板

## 外部連結
- 孟德爾遜第4號交響曲：国际乐谱典藏计划上的乐谱